# ソーダストリーム

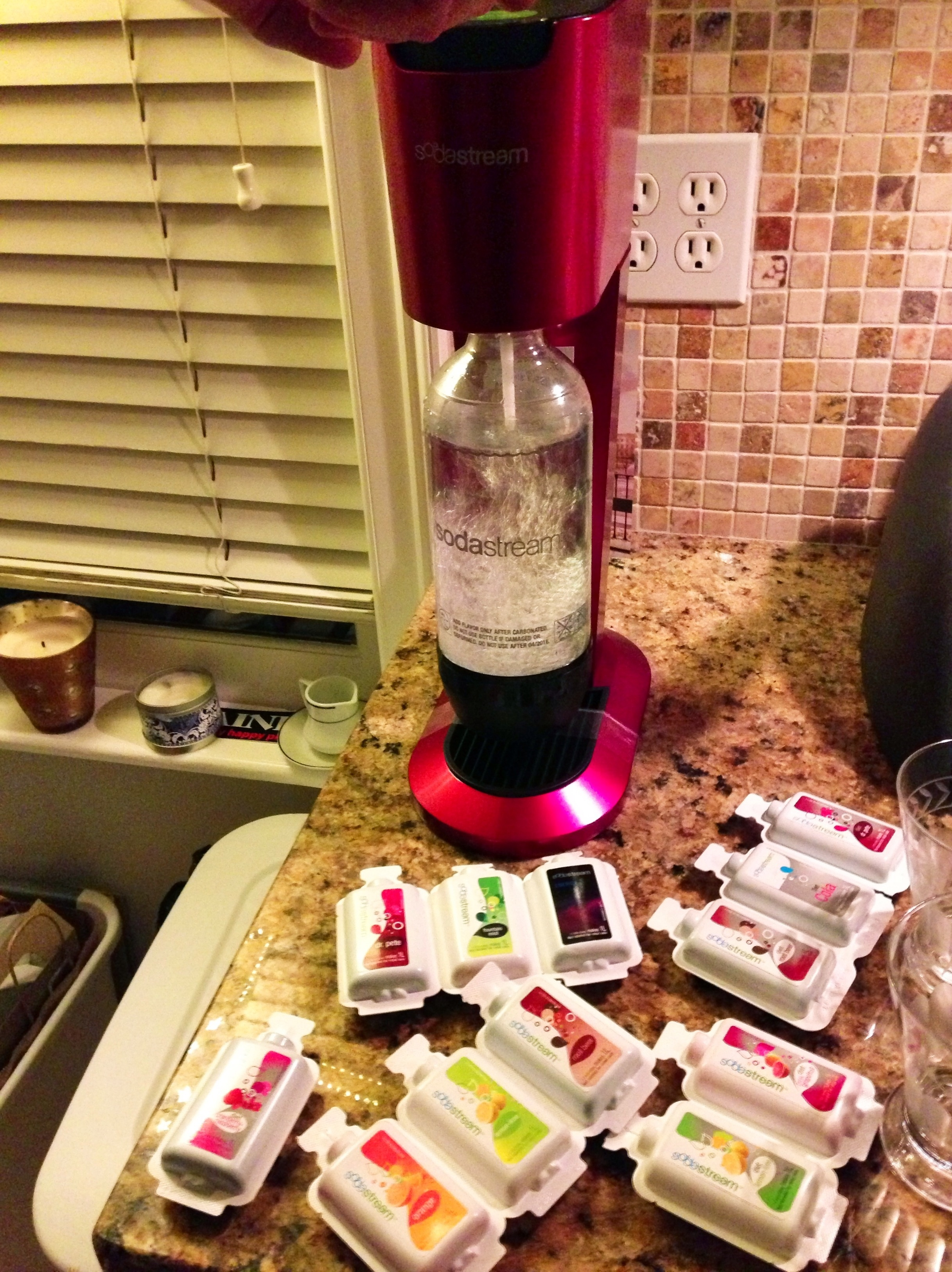
ソーダストリームの機械と様々なシロップのパック

ソーダストリーム・インターナショナル(英語: SodaStream International Ltd.) はイスラエルに本社を持つ同名の家庭用炭酸飽和装置の製造元として知られている企業である。この装置はソーダサイフォンのように、加圧されたボンベから二酸化炭素を加えて飲用炭酸水を作っている。また同社は炭酸飲料用に100種類以上の濃縮したシロップと香料を販売している。現在世界45カ国、約80,000店の小売店で販売されている。
1903年にイングランドで創業。1998年にソーダクラブ社と合併後、健康的なドリンクに重点を置いて再開した。2010年11月にNASDAQ証券取引所に株式を公開した。イスラエルのロードに本社を置き、13の生産拠点を持つ。 2018年8月20日、ペプシコが32億ドルで買収を合意した。ペプシコは健康的な飲料事業への進出計画とソーダストリーム社の技術革新からソーダストリーム社に惹きつけられた。
2015年まで主要な製造施設をヨルダン川西岸地区内のミショー・アドゥンミーム工業団地に置いており、論争と不買運動を引き起こしていた。2015年10月、BDS運動家からの圧力の下で、マアレ・アドゥンミームにある工場を閉鎖しレハヴィムに施設を移転した結果、500人以上のパレスチナ人労働者の解雇を余儀なくされた。
日本では再充填のために空のボンベをオーストラリアへ輸送していたが、岐阜県土岐市にボンベの充填工場を建設し、2021年6月1日から稼働を始めた。